# Drispenstedt
Drispenstedt is een plaats in het noorden van de Duitse gemeente Hildesheim, deelstaat Nedersaksen, en telde 5.433 inwoners per 31 december 2019.
Het dorp ontstond in de middeleeuwen en had veel te lijden van oorlogsgeweld in de Dertigjarige Oorlog. In 1938 werd het een stadsdeel van Hildesheim.
In 1960 werd Drispenstedt uitgebreid met een grote wijk met sociale woningbouw. Ten zuiden van Drispenstedt liggen uitgestrekte industrie- en andere bedrijventerreinen. Het stadsdeel wordt in het westen begrensd door de Bundesstraße 494 en in het oosten door de Autobahn A7. Enkele kilometers ten noorden van het dorp buigen deze beide hoofdwegen naar elkaar toe in de vorm van een spitsboog en kruisen elkaar. Niet ver ten westen van Drispenstedt ligt het vliegveld van Hildesheim.

## Afbeeldingen

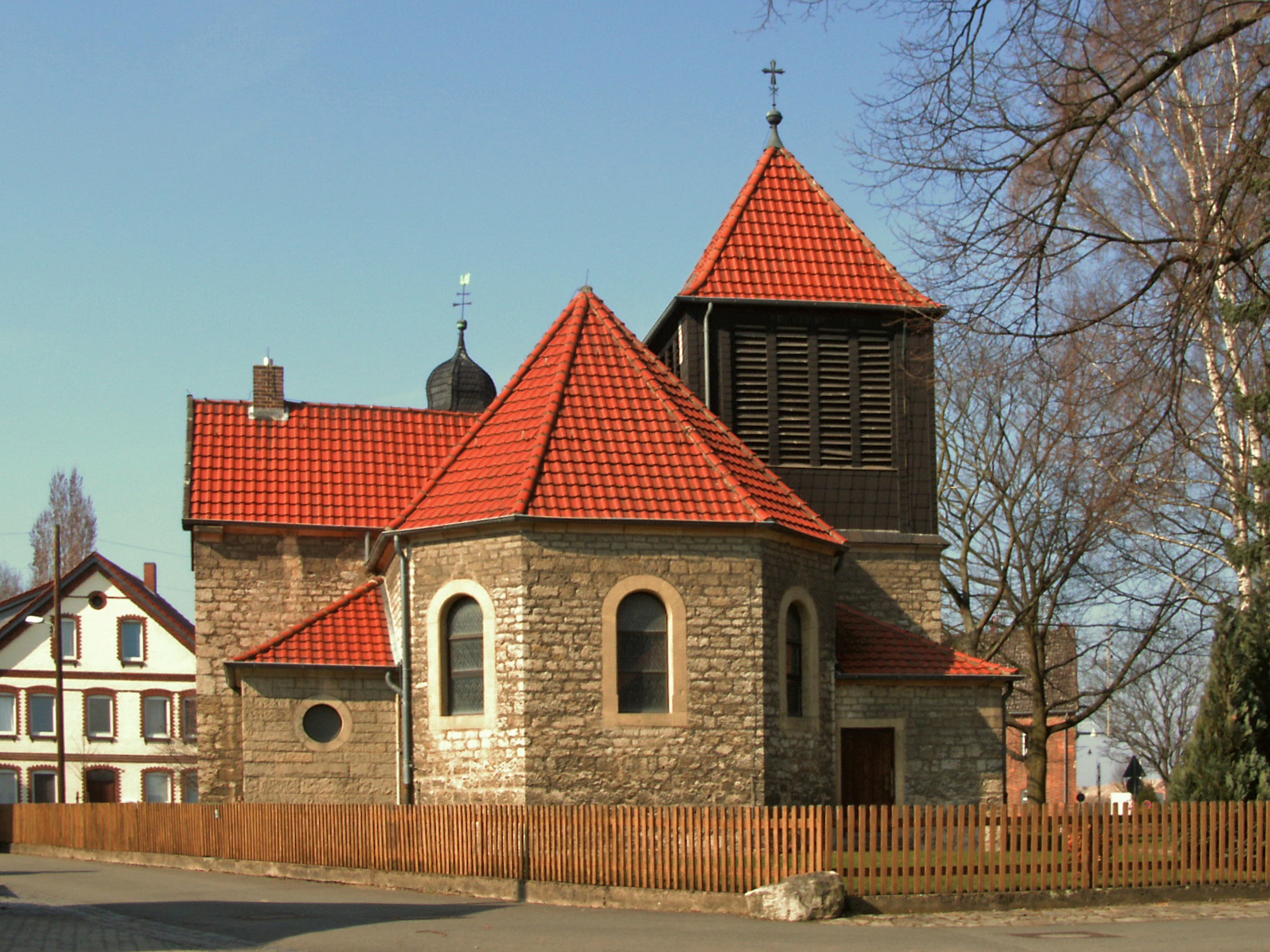
R.K. Sint-Nicolaaskerk, Drispenstedt (1703; 1875 vergroot)
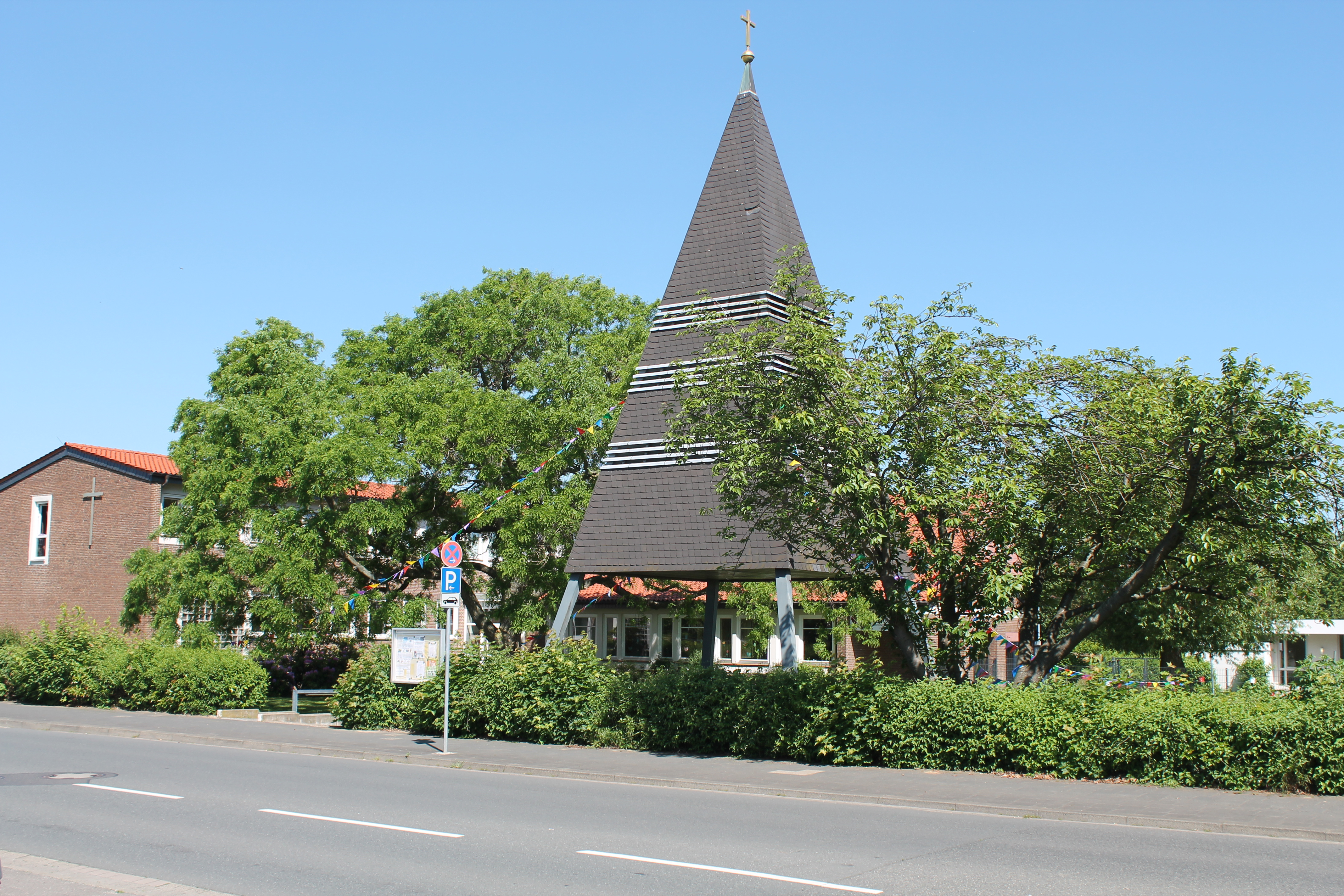
Evang.-lutherse Sint-Thomaskerk, Drispenstedt (1962; piramide-vormige toren: 1978)

- Gemeinsame Normdatei: 4262892-1
- Library of Congress Control Number: n91108857
- Nationale Bibliotheek van Israël: 987007567747505171
- Virtual International Authority File: 156077252